# Siemiechowicze
Siemiechowicze (biał. Семехавічы; ros. Семеховичи) – wieś na Białorusi, w obwodzie brzeskim, w rejonie pińskim, w sielsowiecie Chojno, nad jeziorem Siemiechowicze i przy granicy z Ukrainą.
Współcześnie jest to wymierająca wieś, zamieszkana głównie przez emerytów.

## Transport
Najkrótszą i najdogodniejszą drogą prowadzącą do Siemiechowiczów jest droga z Newla, która przebiega przez terytorium Ukrainy. Alternatywnym dojazdem jest jedynie okrężna droga leśna. Sytuacja ta zrodziła problemy po rozpadzie Związku Sowieckiego, gdy główną drogę dojazdową do białoruskiej wsi przecięła granica państwowa. Obecnie rząd ukraiński wyraża zgodę na swobodny przejazd do Siemiechowiczów, z zastrzeżeniem zakazu zatrzymywania się na ukraińskim odcinku drogi, za złamanie którego grożą wysokie kary. Przed liberalizacją przepisów dostęp do wsi był utrudniony dla osób postronnych.
Drogę, jak również infrastrukturę elektryczną oraz komunikacje do wsi utrzymuje rząd białoruski.

## Historia
W dwudziestoleciu międzywojennym leżały w Polsce, w województwie poleskim, w powiecie pińskim, w gminie Chojno. Po II wojnie światowej w granicach Związku Sowieckiego. Od 1991 w niepodległej Białorusi.
Po rozpadzie ZSRS, ze względu na położenie wsi, grupy przemytnicze zakładały tu swoje bazy, zlikwidowane następnie przez służby.